# Lefka Ori
Lefka Ori (gr. Λευκά Όρη - Białe Góry) – góry w zachodniej części Krety, w Grecji. Najwyższym szczytem górskim jest Pachnes o wysokości 2453 m n.p.m., drugi pod względem wysokości szczyt Krety. Zbudowane głównie z wapieni. W górach tych znajduje się jeden z najdłuższych w Europie wąwozów – Samaria. Wśród szeregu jaskiń należy wymienić jaskinię Mavro Sciadi, którą tworzy system studni o łącznej głębokości 341 m. Na wschodnich zboczach góry położone jest słodkowodne jezioro Kurna.